# Ivan Yakovlev
Iván Yákovlevich Yákovlev (Ruso: Иван Яковлевич Яковлев), fue un pedagogo, educador y escritor chuvasio.

## Biografía y carrera
Iván nació en una villa de Koshkí-Novotimbáeyvo, gobernación de Simbirsk, actualmente en Tartaristán.
En 1875, Iván se graduó de la Universidad de Kazán. Mientras era un estudiante invirtió de su propio capital y de donaciones privadas en el establecimiento de Simbirsk Chuvash School en 1868, la primera escuela chuvasia (llegarían a ser 12 escuelas en 1905), gracias a los esfuerzos del profesor ruso Iliá Uliánov (el padre del teórico político ruso Vladímir Lenin), la escuela sería financiada por el gobierno a partir de 1871.
En 1877, la escuela se transformó en el Simbirsk Central Chuvash School. Después de graduarse de la universidad, Ivan comenzó a trabajar como inspector de las escuelas Chuvash en el Distrito Escolar de Kazán hasta 1903 y dirigió la Escuela Chuvasia para Maestros hasta octubre de 1919.
Contribuyó al establecimiento de Chuvashia y otras escuelas nacionales en la región de Volga.
Iván fue uno de los encargados de crear métodos de instrucción especiales basados en el legado pedagógico de Konstantín Ushinsky. A principios de la década de 1870 Iván con la colaboración de Ulianov, armó un nuevo alfabeto chuvasio (adaptando el alfabeto cirílico al chuvasio), escribió varios cebadores y libros de texto basados en el alfabeto ruso.
También es conocido por haber traducido algunos de los escritos rusos a la lengua de chuvasia, entre ellos escritos de Alexander Pushkin, Ivan Krylov, Leo Tolstoy, Nikolai Nekrasov y otros.

## Vida personal
El 28 de diciembre de 1878 la pareja le dio la bienvenida a su primer hijo Aleksei Ivanovich Yakovlev (historiador y ganador del premio Stalin), más tarde nació Natalia Ivanova, en 1881 a Lidia Ivanovna Nekrasov (folóloga y traductora), en 1883 a Nikolai Ivanovich Yakovlev (ingeniero de minas) y finalmente Alexander Ivanovich. De estos, Naalia y Alexander murieron a una edad temprana.
Sus nietos/as son Olga Yakovlev (candidata de ciencias históricas), Ivan Yakovlev (doctor en Ciencias Físicas y Matemáticas, el profesor), Catherine A. Nekrasov (doctor en artes) y Anna A. Nekrasov (profesora en el Instituto Estatal de Arte Teatral).
Sus bisnietos/as son Alla Pokrovskaya (actriz rusa), Alexander B. Pokrovsky (concertino del conservatorio de Moscú), Vladimir II Pavlov (artista), Ekaterina Vsevolodovna Pavlova (estudioso de Pushkin, Ph.D.), Francoise Vera (profesor de medicina) y Lydia D. Nekrasov.
Sus tataranietos son el actor ruso Mijaíl Yefrémov, Anastasiya Yefremova, Vasily Mikhailovich Tolmachev (doctor en filología) y Lyubov Horda (diseñador y tipógrafo).
Sus trastataranietos son Nikita Yefremov (actor ruso), Nikolay Yefremov (actor ruso), Anna-Maria Yefremova, Boris Yefremov, Vera Yefremova y Nadezhda Yefremova.

## Legado
El Instituto Pedagógico Estatal de Chuvasia lleva en su honor su el nombre Ivan Yakovlev.
También hay un monumento y un museo de Ivan Yakovlev en Cheboksary.
La escuela secundaria Alikovo lleva el nombre de Ivan Yakovlev.